# Parupeneus ciliatus
Parupeneus ciliatus is een straalvinnige vissensoort uit de familie van zeebarbelen (Mullidae).
De wetenschappelijke naam van de soort is voor het eerst geldig gepubliceerd in 1802 door Bernard Germain de Lacépède.